# SKAT
SKAT var en dansk styrelse under Skatteministeriet, der stod for ligning og opkrævning af skatter, arbejdsmarkedsbidrag, afgifter, told, moms mv. i Danmark. Desuden stod SKAT for ejendomsvurdering og inddrivelse af gæld til staten. I 2017 forventede SKAT at opkræve ca. 954 mia. kr. i samlede skatter og afgifter. Ved indgangen til 2017 har styrelsen et driftsbudget på 5,3 mia. kr. og et personaleforbrug svarende til 6.200 fuldtidsansatte. Konstitueret direktør var Merete Agergaard. 
SKAT blev dannet som led i Strukturreformen i 2005 ved en fusion af det statslige Told & Skat og de kommunale skatteforvaltninger, hvorved man skabte en landsdækkende enhedsforvaltning af skatteadministrationen. Myndigheden er organiseret i 6 forretningsområder og opgaverne løses på 27 lokale skattecentre og 11 toldekspeditioner.
I januar 2013 blev SKAT omorganiseret, så det var en styrelse med selvstændig ledelse. Før var enheden tættere knyttet til ministeriet. Formålet var at sikre en klar adskillelse af sagsbehandlingen i SKAT fra den politiske betjening i departementet.

## Splittelsen af SKAT
Den 13. juni 2017 meddelte Regeringen, at den agter at opsplitte SKAT i syv forskellige styrelser, der hver for sig skal varetage specifikke skattetekniske opgaver. Styrelserne er fordelt rundt i Danmark.
De syv styrelser er:
- Gældsstyrelsen – Inddrivelse af gæld til det offentlige.[4]
- Vurderingsstyrelsen – Vurdering af offentlige ejendomme og grunde.[4]
- Skattestyrelsen – Betaling af skatter, afgifter og moms.[4]
- Toldstyrelsen – Enkel og korrekt afregning af told.[4]
- Motorstyrelsen – Registrering og afgiftsberegning af alle motorkøretøjer.[4]
- Udviklings- og Forenklingsstyrelsen – It-systemer og data på tværs af skattevæsnet samt målrettede udviklings- og forenklingsprojekter.[4]
- Administrations- og Servicestyrelsen – Støttefunktioner som rekruttering, HR, regnskab og indkøb på tværs af skattevæsnet.[4]

De nye styrelser slog dørene op den 1. juli 2018. Implementeringen af hele regeringens plan for det nye skattevæsen strækker sig frem til 2021.